# Janusz Barcicki
Janusz Barcicki (né le 9 novembre 1920 à Zborówek, décédé le 14 février 1999 à Lublin) est un chimiste polonais, scientifique, professeur, enseignant à l’université.

## Biographie
Né le 9 novembre 1920 à Zborówek, Voïvodie de Kielce, il a effectué des études de chimie de 1946 à 1951 à l’Université Marie Curie-Skłodowska (UMCS) de Lublin. À partir de la deuxième année d’études, il a été employé à la faculté de mathématiques et de sciences naturelles aux postes d’assistant adjoint et d’assistant junior. Après avoir terminé ses études en 1951 il a travaillé à la faculté de chimie ; il y a obtenu le titre de docteur en 1959, puis de docteur d’État en 1964, ainsi que le titre de professeur agrégé en 1973. Il a écrit sa thèse de doctorat intitulée Recherches physico-chimiques de la structure de l’acide oléique kérosène comme collecteur mixte pour la flottation de minerais non sulfurés sous la direction du professeur Andrzej Waksmundzki (en). En 1962 il a cocréé le département de technologie chimique et en est devenu le directeur de 1970 à 1991.
Spécialiste dans le domaine de la physico-chimie des phénomènes superficiels, de la catalyse hétérogène et de la technologie chimique, enseignant et formateur de nombreux jeunes cadres scientifiques universitaires. Directeur de nombreuses thèses de maîtrise et de doctorat.
Au cours de son travail, il a rempli les fonctions de vice-président de l’UMCS chargé de l’enseignement et de la recherche (1968-1972), doyen de la faculté de mathématiques-physique-chimie (1981-1984), curateur du laboratoire de cristallographie (1986-1991), membre du conseil général du ministère polonais de la Science et de l’Enseignement supérieur (1985-1988), membre du conseil scientifique de l’Institut des Engrais Artificiels de Puławy (1973-1991), président de la section de Lublin de l’association polonaise de chimie (1980-1983).

## Décorations
Pour les services rendus à l’université et le milieu universitaire, il a été décoré de la Croix d’Officier de l’Ordre Polonia Restituta, de la Croix de Chevalier de l’Ordre Polonia Testituta, de la Croix d’Or (polonaise) du Mérite, de la Médaille de la Commission de l’Éducation Nationale (polonaise), des insignes « Homme de mérite pour la ville de Lublin » et « Homme de mérite pour la Voïvodie de Lublin ».